# 中华人民共和国行政区域边界争议
中华人民共和国各地方行政区域存在边界争议，其中又以省级行政区之间的纠纷為主。有些纠纷是临近的县级行政单位的冲突，有些纠纷的范围则包含了不止一个县级行政单位，有些则还与一些特殊的“属土权与治权分离”的特殊历史问题相关。部分衝突甚至发展到大规模械斗，造成人员伤亡和财产损失。2002年12月，《中华人民共和国行政区划图》发行，基本划清中华人民共和国省、县两级陆地行政区域界线，相关的省界纠纷由此减少。

## 歷史
自中华人民共和国成立至1980年代，发生在省界上的边界争议和群众性械斗就有800多件，涉及29个省级行政区的330多个县级单位，争议面积达到14多万平方千米。在1990年代，在省界上发生的边界争议突破1,000件。中华人民共和国部分影响较大的省级行政区域边界争议有：
- 阿克塞边界争议：甘肃省、青海省、新疆维吾尔自治区
- 茫崖矿边界争议：青海省、新疆维吾尔自治区
- 微山湖边界争议：山东省、江苏省
- 六盘山边界争议：甘肃省、宁夏回族自治区
- 长江口北支边界争议：江苏省、上海市
- 南太湖边界争议：江苏省、浙江省
- 老黑山边界争议：云南省、贵州省
- 松加地区归属争议：内蒙古自治区、黑龙江省
- 前三岛归属争议：江苏省、山东省（海岛）
- 七星岛归属争议：浙江省、福建省（海岛）

为了解决各级行政区域边界争议，中华人民共和国各级政府采取了一系列措施。历年由中央政府制定的解决行政区域边界争议的法律法规和通知规定有（不完全）：
- 国务院：《行政区域边界争议处理办法》（1981年5月30日起施行，1989年2月3日废止）
- 《最高人民法院、最高人民检察院、公安部、林业部、工商行政管理总局关于查处森林案件的管辖问题的联合通知》（1982年3月29日发布）
- 国务院：《行政区域边界争议处理条例》（1989年2月3日起施行）
- 国务院：《行政区域界线管理条例》（2002年7月1日起施行）
- 中央社会治安综合治理委员会办公室等十部门：《关于开展平安边界建设的意见》（综治办[2007]20号）（2007年3月28日发布）
- 民政部：《关于贯彻落实开展平安边界建设意见的通知》（民函[2007]97号）（2007年4月13日发布）地方政府有的也制定了地方性法规和通知规定。

从1989年至2002年，中华人民共和国国务院组织全面勘定了省、县两级陆地行政区域界线。这也是该国首次全面勘定省、县两级行政区域界线。1989年，国务院决定由民政部牵头，会同有关部门开展省、县两级行政区域勘界试点工作。1995年，国务院决定全面勘界，2002年完成了全面勘界收尾工作。全面勘界的完成，为解决省、县两级边界争议奠定了基础。自2002年起，国务院又组织开展了省、县两级海域行政区域界线工作。
中华人民共和国各级政府均有负责解决边界纠纷的处理机构。中央政府的民政部及各地方政府的民政部门是负责边界管理工作的常设机构。为了解决日常发生的行政区域边界争议问题，各级民政部门有的也成立了内部专门的办事机关，例如“勘界和界线管理办公室”等。
与此同时，从2007年开始，中央社会治安综合治理委员会办公室组织建立了平安边界建设的长效机制，定期召开全国平安边界建设会议。一些边界争议热点地区还制定了边界纠纷事件应急预案。在全面勘定省、县两级陆地行政区域边界和平安边界建设长效机制建立后，省、县两级行政区域边界纠纷逐年减少。

## 各地概況

### 黑龙江—内蒙古

大兴安岭地区行政区划图，绿色部分为加格达奇区和松岭区

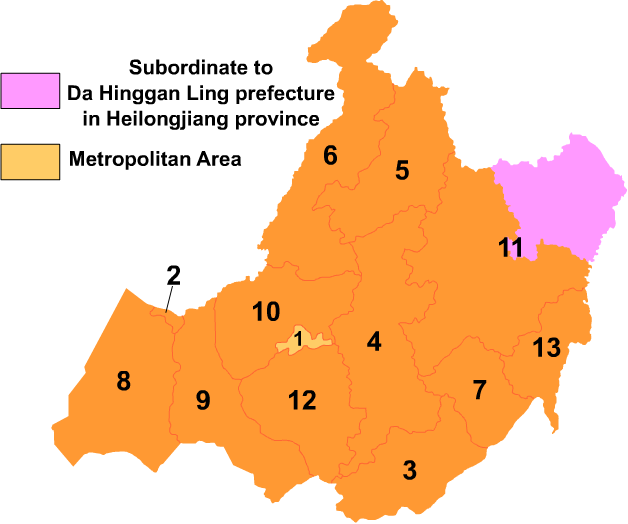
呼伦贝尔市行政区划图，粉色部分为加格达奇区和松岭区

黑龙江省与内蒙古自治区的纠纷主要由鄂伦春自治旗提出，与大兴安岭地区存在纠纷。争议地区按大兴安岭地区的区划为加格达奇区和松岭区两个县级区，但是按照宪法条文：
|  | 直辖市和较大的市分为区、县。 |

民政部因而不认为大兴安岭地区有权设立此两区，将其模糊地视为呼玛县南部地区。鄂伦春自治旗将其视为两个县级区。
两区纠纷起源于20世纪60年代。1964年2月，中共中央、国务院批准林业部决定正式开发大兴安岭林区。7月，大兴安岭林区会战指挥部在加格达奇镇成立。此后加格达奇-松岭地区在管理上与鄂伦春旗脱钩。1970年4月，鄂伦春旗本身亦划归黑龙江省大兴安岭地区，但是仍然没有重新获得对加格达奇-松岭地区的管理权，并且在2月时，两区已经建区，成为和鄂伦春旗同级的区划单位。1979年7月，鄂伦春旗划归内蒙古自治区，但是并未能带走两区的管理权。此后国务院承认鄂伦春旗对两地的属地权，但是仍允许大兴安岭地区对其进行管辖，黑龙江则每年都要支付一定的费用给内蒙古。
2004年开始，鄂伦春旗的上级单位呼伦贝尔市认为，大兴安岭林业开发的实质意义随着“天然林保护工程”的实施已不存在，因此开始试图收回对两区的管理权，但至今尚无进展。
两区居民普遍认同自己是黑龙江人而非内蒙古人、鄂伦春人。

### 黑龙江—吉林
黑龙江省和吉林省的纠纷主要为雪乡国家森林公园的管辖权问题。

### 甘肃—内蒙古
甘肃省和内蒙古自治区的纠纷同时也是酒泉市金塔县和阿拉善盟额济纳旗的纠纷。
相关纠纷起源于1969年额济纳旗被划入甘肃省，而后又于1979年划还内蒙古后产生的未定省（区）界。2001年双方在民政部主持下勘定了西、南两段省界，但是中段未能勘定。此后金塔县和额济纳旗发生过械斗。
目前部分争议地区被划入酒泉卫星发射中心。

### 甘肃—青海
甘肃省和青海省的纠纷同时也是酒泉市阿克塞哈萨克族自治县和海西蒙古族藏族自治州的纠纷。

### 山东—江苏

#### 前三岛
山东省与江苏省的属土争议同时也是日照市与连云港市的属土争议。争议地区为前三岛乡。目前由江苏省实际控制。
前三岛纠纷的来源起源于20世纪80年代，最早的苏鲁冲突发生在1982年4月17日。此地曾长期是军事区域，由南京军区管辖。1983年南京军区将前三岛乡交由连云港边防支队管理，江苏连云港市因而获得了实际的管理权并延续至今。
目前乡党委书记由江苏方面派出，副书记由山东方面派出。

#### 微山湖
地处山东省、江苏省边界的微山湖地区，至2006年为止，该地区边界纠纷已经有近150年历史。自1950年代以来，“该地区共发生因边界纠纷引发的大规模械斗400余起，死伤800余人。中华人民共和国有关部门曾多次派出工作组前往调处，并于1967年、1984年两度对湖区边界进行了调整，但终因矛盾双方坚持各自利益，微山湖地区始终未能平静。”

### 浙江—福建
浙江省与福建省的纠纷起源于1955年8月4日。当时国务院将本属浙江平阳县（今苍南县）的台山列岛划归福建福鼎县（今福鼎市）管辖，但在移交过程中，两省对七星列岛是否在移交范围内产生了争议，直至今日尚未解决。浙江省因拒绝移交七星列岛（闽称星仔列岛）从而保留了实际管辖权。